# Brachionus rotundiformis
Brachionus rotundiformis är en hjuldjursart som beskrevs av Tschugunoff 1921. Brachionus rotundiformis ingår i släktet Brachionus och familjen Brachionidae. Inga underarter finns listade i Catalogue of Life.